# El Niño (álbum)
El Niño es el segundo álbum de estudio del rapero y cantante puertorriqueño Cosculluela. Fue lanzado al mercado el 13 de diciembre de 2011 por Rottweilas Inc. Cuenta con las colaboraciones de Wisin & Yandel, Ñejo & Dálmata, Farruko, entre otros.
Contiene sencillos exitosos a posteridad del puertorriqueño como «No piensas en mi», «Blam blam», «Si tu no estás», entre otros. El mixtape logró colocarse en la posición #23 del Top Latin Albums de la lista Billboard.

## Lista de canciones
| N.º   | Título                                                            | Duración |  |
| 1.    | «Left right left»                                                 | 2:40     |  |
| 2.    | «Soñando despierto» (con Wisin & Yandel)                          | 4:00     |  |
| 3.    | «Tu me dices, yo te digo»                                         | 3:09     |  |
| 4.    | «Si tu no estás»                                                  | 4:02     |  |
| 5.    | «No piensas en mi»                                                | 3:10     |  |
| 6.    | «Funeral» (con Lele El Arma Secreta)                              | 3:19     |  |
| 7.    | «Chambel patras» (con Los Mafiaboyz)                              | 3:45     |  |
| 8.    | «Rompan fila»                                                     | 3:17     |  |
| 9.    | «Air Jamaica» (con Demus & Curly)                                 | 3:45     |  |
| 10.   | «Ratatata»                                                        | 6:14     |  |
| 11.   | «Blam blam»                                                       | 3:11     |  |
| 12.   | «La plastika»                                                     | 3:42     |  |
| 13.   | «Si tu no estás (Remix)» (con Ñejo & Dálmata, Farruko y J Balvin) | 3:52     |  |
| 48:15 |                                                                   |          |  |